# أومبرتو مارينغو
أومبرتو مارينغو (بالإيطالية: Umberto Marengo)‏ هو دراج إيطالي، ولد في 21 يوليو 1992 في جيافينو في إيطاليا.

## وصلات خارجية
- أومبرتو مارينغو على موقع الاتحاد الدولي للدراجات (الإنجليزية)
- أومبرتو مارينغو على موقع أرشيف الدراجات (الإنجليزية)
- أومبرتو مارينغو على موقع إحصائيات الدراجات الإحترافية (الإنجليزية)
- أومبرتو مارينغو على موقع نسبة الدراجات (الإنجليزية)
- أومبرتو مارينغو على موقع CycleBase (الإنجليزية)